# Розтріщеник потужний
Розтріщеник потужний (Schistidium robustum) — вид мохів порядку гріміальних (Grimmiales).

## Поширення
Батьківщиною є Європа, Північна Америка, Кавказ.
Населяє від сухої до періодично вологої вапняної породи; на висотах від 400 до 2100 м.

## Характеристика
Рослини в відкритих до компактних пучків, оливкові, іноді коричневі або жовтуваті. Стебла 1–5 см. Листки прямі чи зігнуті в сухому стані, від вузькояйцеподібно-ланцетних до яйцювато-ланцетних, гострокілюваті дистально, 1.6–3 мм; краї загнуті майже до вершини, гладкі, 1- або 2-шаруваті; верхівки гострі, рідше дещо притуплені. Статевий стан автоіктичний (чоловічі й жіночі органи на одній рослині, але на окремих гілках). Коробочка світло-коричнева чи червоно-коричнева, від циліндричної до подовжено-циліндричної, (0.8)1–1.6 мм, іноді смугаста. Спори 8–11 мкм, майже гладкі. Коробочки дозрівають від пізньої весни до початку літа.